# Hämelhausen
Hämelhausen egy község Németországban, a Weser-Nienburgi járásban. Lakosainak száma 573 fő (2023. december 31.).

## Fekvése
Wildeshausen Geest és a Steinhude natúrpark között, Bréma és Hannover között, körülbelül félúton fekvő település.

## Történelme
Hämelhausen nevét 1300-ban említette először oklevél Hemelhus néven. Későbbi névváltozatai: 1380-ban Hemelszhusz, Hemmlhuß és 1508-ban Hemel Heath.

## Népessége
| Lakosok száma | 596  | 580  | 587  | 578  | 588  | 573  |
|               | 2016 | 2017 | 2019 | 2021 | 2022 | 2023 |

## Közlekedés
Az önkormányzattól keletre található a 215-ös nemzeti autópálya , azaz a Nienburg/Weser  Verden (Aller).